# Airon-Notre-Dame

Airon-Notre-Dame este o comună în departamentul Pas-de-Calais, Franța. În 1 ianuarie 2022 avea o populație de 259 de locuitori.